# San Andrés (Pinar del Río)
San Andrés es uno de los diez consejos del municipio de La Palma, Cuba.

## Geografía
El consejo de San Andrés está ubicado al noroeste de la provincia de Pinar del Río, limita al norte con el consejo Rafael Ferro, al este con Cayo Hueso, al sur con La Sidra.